# Elecciones a las Cortes de Castilla y León de 1987
Las elecciones a las Cortes de Castilla y León de 1987 se celebraron el 10 de junio de ese año. Aunque legalmente fueron convocadas por el presidente regional, Constantino Nalda, en la práctica la fecha vino dictada por la de las primeras elecciones europeas y municipales, en orden a asegurar la celebración simultánea de los tres procesos electorales.
Dichas elecciones fueron ganadas por AP con una distancia en votos mínima (5000 sufragios) y un empate a número de procuradores con el PSOE. Este empate hizo necesario un pacto de AP con el CDS para que José María Aznar, candidato de AP, lograra la Presidencia de la Junta. En esta legislatura, los burgaleses de Solución Independiente (SI) lograron un procurador, hecho que hasta la fecha no ha vuelto a suceder. En 1989, José María Aznar dimite como Presidente de la Junta de Castilla y León y le sustituye Jesús Posada, también de AP, hasta agotar la legislatura, continuando el pacto de Gobierno AP-CDS.
Durante toda la legislatura hubo un gobierno de coalición de la Federación de Alianza Popular y del Centro Democrático y Social.

## Resultados
| ← Elecciones a las Cortes de Castilla y León de 1987 → |                                                                 |                           |         |       |         |     |
| Presidente y gobierno | Partido                                                         | Candidato                 | Votos   | %     | Escaños | +/- |
| - Presidente: José María Aznar (1987-1989) Juan José Lucas (1989-1991) - Gobierno: PP (1987-1990) PP-CDS (1990-1991) - Censo: 1.997.693 - Votantes: 1.461.389 (73,2%) - Abstención: 536.304 (26,8%) - Válidos: 1.436.235 - A candidatura: 1.413.545 (98,4%) - Escaños: | Federación de Partidos de Alianza Popular (FAP)                 | José María Aznar          | 493.488 | 34,91 | 32      | -7  |
| - Presidente: José María Aznar (1987-1989) Juan José Lucas (1989-1991) - Gobierno: PP (1987-1990) PP-CDS (1990-1991) - Censo: 1.997.693 - Votantes: 1.461.389 (73,2%) - Abstención: 536.304 (26,8%) - Válidos: 1.436.235 - A candidatura: 1.413.545 (98,4%) - Escaños: | Partido Socialista Obrero Español (PSOE)                        | Juan José Laborda         | 488.469 | 34,56 | 32      | -10 |
| - Presidente: José María Aznar (1987-1989) Juan José Lucas (1989-1991) - Gobierno: PP (1987-1990) PP-CDS (1990-1991) - Censo: 1.997.693 - Votantes: 1.461.389 (73,2%) - Abstención: 536.304 (26,8%) - Válidos: 1.436.235 - A candidatura: 1.413.545 (98,4%) - Escaños: | Centro Democrático y Social (CDS)                               | Carlos Sánchez-Reyes      | 278.253 | 19,68 | 18      | +16 |
| - Presidente: José María Aznar (1987-1989) Juan José Lucas (1989-1991) - Gobierno: PP (1987-1990) PP-CDS (1990-1991) - Censo: 1.997.693 - Votantes: 1.461.389 (73,2%) - Abstención: 536.304 (26,8%) - Válidos: 1.436.235 - A candidatura: 1.413.545 (98,4%) - Escaños: | Partido Demócrata Popular (PDP)                                 | Rafael de las Heras Mateo | 35.080  | 2,48  | 1       | +1  |
| - Presidente: José María Aznar (1987-1989) Juan José Lucas (1989-1991) - Gobierno: PP (1987-1990) PP-CDS (1990-1991) - Censo: 1.997.693 - Votantes: 1.461.389 (73,2%) - Abstención: 536.304 (26,8%) - Válidos: 1.436.235 - A candidatura: 1.413.545 (98,4%) - Escaños: | Solución Independiente (SI)                                     | Tomás Cortés Hernández    | 19.282  | 1,36  | 1       | +1  |
| - Presidente: José María Aznar (1987-1989) Juan José Lucas (1989-1991) - Gobierno: PP (1987-1990) PP-CDS (1990-1991) - Censo: 1.997.693 - Votantes: 1.461.389 (73,2%) - Abstención: 536.304 (26,8%) - Válidos: 1.436.235 - A candidatura: 1.413.545 (98,4%) - Escaños: | Izquierda Unida (IU)                                            |                           | 54.676  | 3,87  | 0       |     |
| - Presidente: José María Aznar (1987-1989) Juan José Lucas (1989-1991) - Gobierno: PP (1987-1990) PP-CDS (1990-1991) - Censo: 1.997.693 - Votantes: 1.461.389 (73,2%) - Abstención: 536.304 (26,8%) - Válidos: 1.436.235 - A candidatura: 1.413.545 (98,4%) - Escaños: | Partido de los Trabajadores de España-Unidad Comunista (PTE-UC) |                           | 11.943  | 0,84  | 0       |     |
| - Presidente: José María Aznar (1987-1989) Juan José Lucas (1989-1991) - Gobierno: PP (1987-1990) PP-CDS (1990-1991) - Censo: 1.997.693 - Votantes: 1.461.389 (73,2%) - Abstención: 536.304 (26,8%) - Válidos: 1.436.235 - A candidatura: 1.413.545 (98,4%) - Escaños: | Unión Leonesista (UNLE)                                         |                           | 8.963   | 0,63  | 0       |     |
| - Presidente: José María Aznar (1987-1989) Juan José Lucas (1989-1991) - Gobierno: PP (1987-1990) PP-CDS (1990-1991) - Censo: 1.997.693 - Votantes: 1.461.389 (73,2%) - Abstención: 536.304 (26,8%) - Válidos: 1.436.235 - A candidatura: 1.413.545 (98,4%) - Escaños: | Partido de El Bierzo (PDB)                                      |                           | 5.387   | 0,38  | 0       |     |
| - Presidente: José María Aznar (1987-1989) Juan José Lucas (1989-1991) - Gobierno: PP (1987-1990) PP-CDS (1990-1991) - Censo: 1.997.693 - Votantes: 1.461.389 (73,2%) - Abstención: 536.304 (26,8%) - Válidos: 1.436.235 - A candidatura: 1.413.545 (98,4%) - Escaños: | Partido Nacionalista de Castilla y León (PANCAL)                |                           | 5.190   | 0,37  | 0       |     |
| - Presidente: José María Aznar (1987-1989) Juan José Lucas (1989-1991) - Gobierno: PP (1987-1990) PP-CDS (1990-1991) - Censo: 1.997.693 - Votantes: 1.461.389 (73,2%) - Abstención: 536.304 (26,8%) - Válidos: 1.436.235 - A candidatura: 1.413.545 (98,4%) - Escaños: | Partido Regionalista del País Leonés (PREPAL)                   |                           | 4.090   | 0,29  | 0       |     |
| - Presidente: José María Aznar (1987-1989) Juan José Lucas (1989-1991) - Gobierno: PP (1987-1990) PP-CDS (1990-1991) - Censo: 1.997.693 - Votantes: 1.461.389 (73,2%) - Abstención: 536.304 (26,8%) - Válidos: 1.436.235 - A candidatura: 1.413.545 (98,4%) - Escaños: | Plataforma Humanista (PH)                                       |                           | 3.934   | 0,28  | 0       |     |
| - Presidente: José María Aznar (1987-1989) Juan José Lucas (1989-1991) - Gobierno: PP (1987-1990) PP-CDS (1990-1991) - Censo: 1.997.693 - Votantes: 1.461.389 (73,2%) - Abstención: 536.304 (26,8%) - Válidos: 1.436.235 - A candidatura: 1.413.545 (98,4%) - Escaños: | Partido Liberal (PL)                                            |                           | 2.213   | 0,16  | 0       |     |
| - Presidente: José María Aznar (1987-1989) Juan José Lucas (1989-1991) - Gobierno: PP (1987-1990) PP-CDS (1990-1991) - Censo: 1.997.693 - Votantes: 1.461.389 (73,2%) - Abstención: 536.304 (26,8%) - Válidos: 1.436.235 - A candidatura: 1.413.545 (98,4%) - Escaños: | Falange Española de las JONS (FE-JONS)                          |                           | 1.828   | 0,13  | 0       |     |
| - Presidente: José María Aznar (1987-1989) Juan José Lucas (1989-1991) - Gobierno: PP (1987-1990) PP-CDS (1990-1991) - Censo: 1.997.693 - Votantes: 1.461.389 (73,2%) - Abstención: 536.304 (26,8%) - Válidos: 1.436.235 - A candidatura: 1.413.545 (98,4%) - Escaños: | Partido Ruralista Español (PRE)                                 |                           | 749     | 0,05  | 0       |     |
| - Presidente: José María Aznar (1987-1989) Juan José Lucas (1989-1991) - Gobierno: PP (1987-1990) PP-CDS (1990-1991) - Censo: 1.997.693 - Votantes: 1.461.389 (73,2%) - Abstención: 536.304 (26,8%) - Válidos: 1.436.235 - A candidatura: 1.413.545 (98,4%) - Escaños: | Partido Demócrata Liberal (PDL)                                 |                           | N/A     | N/A   | 0       | -1  |
| - Presidente: José María Aznar (1987-1989) Juan José Lucas (1989-1991) - Gobierno: PP (1987-1990) PP-CDS (1990-1991) - Censo: 1.997.693 - Votantes: 1.461.389 (73,2%) - Abstención: 536.304 (26,8%) - Válidos: 1.436.235 - A candidatura: 1.413.545 (98,4%) - Escaños: | En blanco                                                       | N/A                       | 22.690  | 1,6   | N/A     | N/A |
| - Presidente: José María Aznar (1987-1989) Juan José Lucas (1989-1991) - Gobierno: PP (1987-1990) PP-CDS (1990-1991) - Censo: 1.997.693 - Votantes: 1.461.389 (73,2%) - Abstención: 536.304 (26,8%) - Válidos: 1.436.235 - A candidatura: 1.413.545 (98,4%) - Escaños: | Nulos                                                           | N/A                       |         | 1,73  | N/A     | N/A |

## Datos generales
| Provincia  | Participación | Votos en blanco | Votos nulos |
| ---------- | ------------- | --------------- | ----------- |
| Ávila      | 76,54%        | 1,05%           | 1,16%       |
| Burgos     | 71,27%        | 0,68%           | 2,45%       |
| León       | 69,77%        | 1,67%           | 1,43%       |
| Palencia   | 76,47%        | 1,45%           | 1,43%       |
| Salamanca  | 75,53%        | 2,29%           | 2,21%       |
| Segovia    | 75,30%        | 2,10%           | 1,46%       |
| Soria      | 68,98%        | 1,98%           | 2,90%       |
| Valladolid | 73,82%        | 1,49%           | 1,32%       |
| Zamora     | 73,36%        | 1,53%           | 1,71%       |
| Total      | 72,80%        | 1,56%           | 1,73%       |

## Reparto de escaños
| Provincia  | AP | PSOE | CDS | PDP | SI | TOTAL |
| ---------- | -- | ---- | --- | --- | -- | ----- |
| Ávila      | 2  | 2    | 3   | 0   | 0  | 7     |
| Burgos     | 4  | 4    | 2   | 0   | 1  | 11    |
| León       | 6  | 7    | 2   | 0   | 0  | 15    |
| Palencia   | 4  | 2    | 1   | 0   | 0  | 7     |
| Salamanca  | 4  | 4    | 3   | 0   | 0  | 11    |
| Segovia    | 1  | 2    | 2   | 1   | 0  | 6     |
| Soria      | 2  | 2    | 1   | 0   | 0  | 5     |
| Valladolid | 5  | 6    | 3   | 0   | 0  | 14    |
| Zamora     | 4  | 3    | 1   | 0   | 0  | 8     |
| Total      | 32 | 32   | 18  | 1   | 1  | 84    |

### Procuradores electos

#### Ávila
- Vicente Bosque Hita (AP)
- Félix San Segundo Nieto (AP)
- Santiago Crespo González (PSOE)
- Juan Antonio Lorenzo Martín (PSOE)
- Daniel de Fernando Alonso (CDS)
- Pedro García Burguillo (CDS)
- José María Monforte Carrasco (CDS)

#### Burgos
- José María Arribas Moral (AP, 1987-88)
- Tomás Cortés Hernández (AP, 1987-88; Mixto, 1988-89; AP, 1989-91)
- Juan Carlos Elorza Guinea (AP)
- Carlos Jiménez Higueras (AP)
- Manuel Junco Petrement (AP, 1988-91)
- María del Pilar Urzay Urquiza (AP)
- Octavio José Granado Martínez (PSOE)
- Ricardo Heras Martínez (PSOE, 1989-91)
- Juan José Laborda Martín (PSOE, 1987-89)
- Leopoldo Quevedo Rojo (PSOE)
- Julián Simón de la Torre (PSOE)
- Julián Altable Vicario (CDS)
- Ricardo García García-Ochoa (CDS)

#### León
- Jesús Abad Ibáñez (AP, 1988-91)
- José Eguiagaray Martínez (AP)
- Antonio Fernández Calvo (AP)
- Luis Fernando Hurtado Martínez (AP, 1987-88)
- Jaime Lobo Asenjo (AP)
- Alfredo Marcos Oteruelo (AP)
- Fernando Terrón López (AP)
- Demetrio Alfonso Canedo (PSOE, 1990-91)
- Virgilio Buiza Díez (PSOE)
- María Matilde Fernández Estébanez (PSOE)
- Gerardo García Machado (PSOE)
- Jaime González González (PSOE)
- Celso López Gavela (PSOE, 1987-89)
- Lorenzo López Trigal (PSOE)
- Antonio Natal Álvarez (PSOE)
- José Ángel Luis Aznar Fernández (CDS)
- Guillermo Domínguez Ferrer (CDS)

#### Palencia
- Julián Anaya Vicario (AP, 1989-91)
- Narciso Coloma Baruque (AP)
- Francisco Jambrina Sastre (AP)
- Jesús Mañueco Alonso (AP, 1987-89)
- Carlos Rojo Martínez (AP)
- Laurentino Fernández Merino (PSOE)
- Miguel Ramón Valcuende González (PSOE)
- Godofredo Martín González (CDS)

#### Salamanca
- Manuel Estella Hoyos (AP)
- José Nieto Noya (AP)
- Pedro Pérez Blanco (AP)
- Joaquín Serrano Vilar (AP)
- José Francisco Vicente Castro Rabadán (PSOE)
- Enrique Clemente Cubillas (PSOE, 1987-90)
- Cipriano González Hernández (PSOE, 1990-91)
- Jesús Málaga Guerrero (PSOE)
- Pascual Sánchez Íñigo (PSOE, 1987-89; Mixto, 1989-91)
- Manuel Jesús Domínguez Sánchez (CDS)
- Antonio Gómez-Rodulfo Delgado (CDS)
- José Luis Sagredo de Miguel (CDS)

#### Segovia
- Pedro Antonio Hernández Escorial (AP)
- Ángel Fernando García Cantalejo (PSOE)
- Isaías Herrero Sanz (PSOE)
- Ángel Agudo Benito (CDS)
- Rafael de las Heras Mateo (Mixto, 1987-89; CDS, 1989-91)
- Juan Antonio Perteguer Rey (CDS)

#### Soria
- Francisco de Miguel Huerta (AP)
- Jesús María Posada Moreno (AP)
- Ángel Martín Vizcaíno (PSOE)
- José María Martínez Laseca (PSOE)
- José Antonio Martín de Marco (CDS, 1987-91; Mixto, 1991)

#### Valladolid
- José María Aznar López (AP, 1987-89)
- Tomás Burgos Gallego (AP)
- Miguel Ángel Cortés Martín (AP, 1987-89)
- María del Rosario González Hortal (AP, 1989-91)
- Francisco Javier León de la Riva (AP)
- Eusebio Manso Parra (AP, 1989-91)
- José Luis Sainz García (AP)
- Dionisio Llamazares Fernández (PSOE, 1987-91)
- Leandro Javier Martín Puertas (PSOE)
- Antonio de Meer Lecha-Marzo (PSOE)
- José Constantino Nalda García (PSOE, 1987-89)
- Francisco Javier Paniagua Íñiguez (PSOE)
- Jesús Quijano González (PSOE)
- Bernardo San Miguel Peñalba (PSOE, 1989-91)
- Fernando Tomillo Guirao (PSOE, 1991)
- Juan Bartolomé Durán Suárez (CDS)
- Jorge Vladimiro Poliz Laguna (CDS)
- Carlos Sánchez-Reyes de Palacio (CDS)

#### Zamora
- Luis Cid Fontán (AP)
- Santiago Cordero Herrero (AP)
- Ildefonsa Salgado Santos (AP)
- Eustaquio Blas Villar Villar (AP)
- Francisco Javier Hernández Redero (PSOE)
- Demetrio Madrid López (PSOE)
- Benigno Fernando Queipo Cadenas (PSOE)
- Pedro San Martín Ramos (CDS)

## Investidura del presidente de la Junta de Castilla y León
| Candidato             | Fecha                                                   | Voto       |    |    |    |   | SI | Total |
| --------------------- | ------------------------------------------------------- | ---------- | -- | -- | -- | - | -- | ----- |
| José María Aznar (AP) | 21 de julio de 1987 Mayoría requerida: Absoluta (43/84) | Sí         | 32 |    |    | 1 | 1  | 34/84 |
| José María Aznar (AP) | 21 de julio de 1987 Mayoría requerida: Absoluta (43/84) | No         |    | 32 |    |   |    | 32/84 |
| José María Aznar (AP) | 21 de julio de 1987 Mayoría requerida: Absoluta (43/84) | Abstención |    |    | 18 |   |    | 18/84 |
| José María Aznar (AP) | 21 de julio de 1987 Mayoría requerida: Simple           | Sí         | 32 |    |    | 1 | 1  | 34/84 |
| José María Aznar (AP) | 21 de julio de 1987 Mayoría requerida: Simple           | No         |    | 32 |    |   |    | 32/84 |
| José María Aznar (AP) | 21 de julio de 1987 Mayoría requerida: Simple           | Abstención |    |    | 18 |   |    | 18/84 |

| Candidato                                                          | Fecha                                                        | Voto       |    |    |    | Ind. | Total |
| ------------------------------------------------------------------ | ------------------------------------------------------------ | ---------- | -- | -- | -- | ---- | ----- |
| Jesús Posada (AP)                                                  | 15 de septiembre de 1989 Mayoría requerida: Absoluta (43/84) | Sí         | 31 |    | 18 | 2    | 51/84 |
| Jesús Posada (AP)                                                  | 15 de septiembre de 1989 Mayoría requerida: Absoluta (43/84) | No         |    | 29 |    | 1    | 30/84 |
| Jesús Posada (AP)                                                  | 15 de septiembre de 1989 Mayoría requerida: Absoluta (43/84) | Abstención |    |    |    |      | 0/84  |
| Faltaron a la votación dos diputados del PSOE y un diputado de AP. |                                                              |            |    |    |    |      |       |